# Scaptomyza inflatus
Scaptomyza inflatus är en tvåvingeart som först beskrevs av Kaneshiro 1969.  Scaptomyza inflatus ingår i släktet Scaptomyza och familjen daggflugor. Inga underarter finns listade i Catalogue of Life.